# 松田進
松田 進（まつだ しん、1994年8月29日 - ）は、神奈川県川崎市出身の元プロ野球選手（内野手）。右投右打。妻は女優の川崎美海。

## 経歴

### プロ入り前
アメリカのニュージャージー州で生まれ、2歳の時に帰国。また小学校3年から5年の間はシンガポールで暮らしていた。
国学院久我山高では2年春の時に第83回選抜高等学校野球大会に3番遊撃手として出場している（結果は5打数1安打）。
大学は東都大学野球連盟に所属する中央大学に進学し、1年春からレギュラーを獲得したが、1年秋には10打数0安打、2年春には4打数1安打と絶不調に陥った。3年春のリーグ戦で打率.349、3本塁打を放ち復調し、大学4年間でベストナインを2度獲得、通算77試合262打数71安打26打点、5本塁打7盗塁、打率.271。4年春からは主将も務めた。プロ志望届を提出したが、指名漏れとなった。1学年上に神里和毅がいた。
大学卒業後はHondaでプレーする。1年目は遊撃手を務めていたが、2年目からは三塁手を務めていた。2年連続で都市対抗野球に出場。
2018年度ドラフト会議にて千葉ロッテマリーンズから7位指名を受け、契約金3000万円、年俸770万円（いずれも推定）で契約を合意し、入団。背番号は「50」。

### ロッテ時代
2019年シーズンは、一軍出場は3試合にとどまったものの、5月12日のホークス戦（福岡ヤフオクドーム）では「9番・遊撃手」でプロ初スタメン。第1打席にミランダからプロ初安打を記録した。オフには契約更改に臨み、20万円減の750万円でサインした。11月23日からは台湾で行われたウインターリーグに参加。主にクリーンナップを任され、終盤には4番を務めるなど、打率.340、2本塁打の活躍を見せた。
2020年シーズンは、春季キャンプを一軍で迎えるも、開幕は二軍スタート。10月6日に一軍の複数選手が新型コロナウイルスに感染した影響で、シーズン初の一軍昇格となったが、1試合も出場することなく、10月16日に出場選手登録を抹消された。
2021年シーズンは、一度も一軍に昇格することがなく、11月2日に球団から戦力外通告を受け、現役を引退。

### 現役引退後
2022年からはロッテのプロスカウト兼育成担当を務める。

## 選手としての特徴・人物
長打力と俊足が武器の大型内野手。
愛称は「マツ」。
国学院久我山高校時代は大型内野手という共通点から「井口資仁2世」と呼ばれた。2018年ドラフトを経て井口が監督を勤めるロッテに入団が決まり、松田は「（井口さんは）プロの世界で長年活躍された偉大な先輩。打撃面で色々聞いてみたいです。技術や心構えを教えて頂きたい」と語っている。

## 詳細情報

### 年度別打撃成績
| 年 度     | 球 団     | 試 合 | 打 席 | 打 数 | 得 点 | 安 打 | 二 塁 打 | 三 塁 打 | 本 塁 打 | 塁 打 | 打 点 | 盗 塁 | 盗 塁 死 | 犠 打 | 犠 飛 | 四 球 | 敬 遠 | 死 球 | 三 振 | 併 殺 打 | 打 率 | 出 塁 率 | 長 打 率 | O P S |
| --------- | --------- | ----- | ----- | ----- | ----- | ----- | -------- | -------- | -------- | ----- | ----- | ----- | -------- | ----- | ----- | ----- | ----- | ----- | ----- | -------- | ----- | -------- | -------- | ----- |
| 2019      | ロッテ    | 3     | 6     | 5     | 0     | 1     | 0        | 0        | 0        | 1     | 1     | 0     | 1        | 0     | 0     | 1     | 0     | 0     | 1     | 0        | .200  | .333     | .200     | .533  |
| 通算：1年 | 通算：1年 | 3     | 6     | 5     | 0     | 1     | 0        | 0        | 0        | 1     | 1     | 0     | 1        | 0     | 0     | 1     | 0     | 0     | 1     | 0        | .200  | .333     | .200     | .533  |

### 年度別守備成績
| 年 度 | 球 団  | 三塁手 | 三塁手 | 三塁手 | 三塁手 | 三塁手 | 三塁手   | 遊撃手 | 遊撃手 | 遊撃手 | 遊撃手 | 遊撃手 | 遊撃手   |
| 年 度 | 球 団  | 試 合  | 刺 殺  | 補 殺  | 失 策  | 併 殺  | 守 備 率 | 試 合  | 刺 殺  | 補 殺  | 失 策  | 併 殺  | 守 備 率 |
| ----- | ------ | ------ | ------ | ------ | ------ | ------ | -------- | ------ | ------ | ------ | ------ | ------ | -------- |
| 2019  | ロッテ | 1      | 0      | 0      | 0      | 0      | .000     | 1      | 2      | 0      | 0      | 0      | 1.000    |
| 通算  | 通算   | 1      | 0      | 0      | 0      | 0      | .000     | 1      | 2      | 0      | 0      | 0      | 1.000    |

### 記録
初記録
- 初出場：2019年5月10日、対福岡ソフトバンクホークス7回戦（福岡ヤフオク!ドーム）、7回裏に三塁手で出場
- 初打席：同上、8回表に椎野新から右飛
- 初先発出場：2019年5月12日、対福岡ソフトバンクホークス9回戦（福岡ヤフオク!ドーム）、9番・遊撃手で先発出場
- 初安打：同上、3回表にアリエル・ミランダから中前安打

### 背番号
- 50（2019年 - 2021年）

### 登場曲
- 「Jump & Sweat (feat. Sanjin)」Garmiani（2019年 - ）